# Ajita Wilson
Ajita Wilson (* 12. Januar 1950 in Brooklyn; † 26. Mai 1987 in Rom) war eine US-amerikanische Schauspielerin, die auch als Pornodarstellerin arbeitete.
Wilson, von der angenommen wird, dass sie als George Wilson geboren wurde und transgeschlechtlich war, trat zu Beginn der 1970er Jahre in Transvestiten-Shows auf. Nach einer Geschlechtsangleichung trat sie in Untergrundproduktionen in Erscheinung und erhielt ein erstes Angebot aus Europa, woraufhin sie ihren Lebensmittelpunkt ab 1976 nach Rom verlegte. Es folgte eine Vielzahl von Filmen, darunter Exploitation- und Erotik-Produktionen, deren genaue Zahl und Titel auf Grund verschiedener Fassungen und Produktions- sowie Veröffentlichungsstrategien kaum mehr ermittelbar ist.
Bekannt wurden v. a. ihre Filme mit Jess Franco sowie eine Zusammenarbeit mit Linda Blair in einem Frauengefängnis-Film.
Wilson starb an einer Gehirnblutung nach einem Autounfall.

## Filmografie
- 1976: Die schwarze Nymphomanin (Gola profonda nera)
- 1976: Black Magic (La principessa nuda)
- 1977: Freude am Fliegen
- 1977: Geheimauftrag Aphrodite
- 1977: Ein Mann für eine Nacht (Candido erotico)
- 1979: Der Sexbomber (Pensione Amore – SerVizio completo)
- 1980: Die Liebeshexen vom Rio Cannibale (Femmine infernali)
- 1980: Das Syndikat des Grauens (Luca il contrabbandiere)
- 1981: Kaffeebraun & nymphoman (Erotiki ekstasi)
- 1981: Sadomania – Hölle der Lust
- 1981: Die schwarze Nymphomanin 2. Teil (Erotiko pathos)
- 1982: Catherine
- 1983: Töchter der Venus (Orgia stin kerkyra)
- 1984: Hölle im Frauengefängnis (Perverse oltre le sbarre)